# James Bullough Lansing
James Bullough Lansing (James nascut Martini, 14 de gener de 1902 – 24 de setembre de 1949) era un enginyer d'àudio americà pioner. Va establir dues companyies d'audio, les quals porten el seu nom Altec Lansing i JBL, l'últim agafat de les seves inicials, JBL.

## Biografia
James Martini va néixer damunt 14 de gener de 1902, en Greenridge, Nilwood Township, Macoupin Comtat, Illinois a pares Henry Martini de St. Louis, Missouri, i Grace Erbs Martini de Ciutat Central, Illinois. El seu pare era un carbó enginyer miner que va significar la família va moure al voltant considerablement dins els anys primerencs de James. Fou el novè de catorze germans. Va viure per un temps curt amb el Bullough família en Springfield, Illinois, i més tard va agafar el seu nom.
Lansing Graduat vuitè grau a Lawrence Escola en Springfield, Illinois, va assistir a Springfield Institut i també va agafar cursos a una universitat empresarial petita en Springfield.
A una edat jove va construir un Leyden pot per jugar bromes en els seus amics. Ell cristall construït també conjunts i un transmissor radiofònic que era aparentment potent prou pel senyal per assolir Llacs Grans Estació Naval dins Illinois. Lansing el transmissor era llavors desmantellat quan l'Armada va seguir la font avall.
Lansing havia treballat com un automotive mecànic i va assistir a un automotive escola dins cortesia de Detroit del comerciant va treballar per.
La seva mare va morir damunt 1 de novembre de 1924, quan sigui 21, ell marxà de casa i va conèixer la seva futura muller, Glenna Peterson, dins Ciutat de Llac salat dins 1925. Al temps treballà per una estació radiofònica com un enginyer. També, pel Baldwin Empresa Radiofònica i va conèixer el seu futur soci empresarial, Ken Decker en la ciutat.

### Carrera
Lansing I Decker es van moure a Los Angeles on van instal·lar una fabricació empresarial loudspeakers. Va ser anomenat Lansing Empresa de Fabricació. Només abans de l'empresa va ser registrada el 9 de març de 1927, Lansing va canviar el seu nom de James Martini a James Bullough Lansing al suggeriment de la seva muller futura, Glenna.
Decker va morir en un xoc d'avió dins 1939 i Lansing Empresa de Fabricació va començar a patir dificultats financeres sense el seu guiatge empresarial. Altec Empresa de servei va comprar Lansing Empresa de Fabricació al 1941, veient l'empresa com a font valuosa per loudspeaker components. L'empresa combinada va ser anomenada Altec Lansing. James B. Lansing Era va fer VP d'Enginyeria amb un contracte de cinc anys.
Al 1946, Lansing va deixar l'empresa just el dia que el seu contracte expired i va començar una nova empresa, la qual va anomenar "Lansing So, va Incorporar". Altec Lansing va tenir un problema amb la semblança d'aquell nom a trademarked marques havien desenvolupat, així que James Bullough Lansing va rebatejar la seva empresa nova "James B. Lansing So, va Incorporar". Finalment, això va esdevenir escurçat a JBL damunt producte branding i llavors oficialment com el nom d'empresa.
James Lansing va ser anotat com un enginyer innovador, però un home de negocis pobre. Arran el deteriorament de les condicions empresarials i problemes personals, va decidir acabar ambos la seva vida i es suïcidà a casa seva, a San Marcos, el dia 24 de setembre del 1949.